# Philipp Melanchthon
Philipp Melanchthon (rojen Philipp Schwarzert), nemški verski reformator, teolog, filozof in pedagog. * 16. februar 1497, Bretten, Baden, † 19. april 1560, Wittenberg, Saška.

## Življenje in delo
Melanchthon je bil vnuk Reuchlinove sestre. Tako kot slednji (in pod njegovim vplivom) se je izkazal kot učen humanist. Pomemben je kot pisec šolskih knjig (grška in latinska slovnica, logika idr.), kar mu je prineslo naziv Praeceptor Germaniae. Od leta 1518 je bil Melanchthon profesor na Univerzi v Wittenbergu, kjer je sledil Lutru in postal njegov najbližji sodelavec.
Izdelal je temelje za reorganizacijo protestantske cerkve in šole. Cenil je Aristotelovo etiko in dialektiko, pri čemer je vzel v obzir tudi Platonovo in stoično filozofijo tako, da je njegova filozofska opredelitev pretežno eklektična.
Kakor Luter se je držal Aristotelove in Ptolemejeve znanosti o Vesolju in je zavrgel Kopernikov sestav kot brezbožen, ker je v nasprotju z Biblijo. Kot idejni vodja protestantizma po Lutru je veliko prispeval k prvotnemu navdušenju reformacije. Bil je Stöfflerjev učenec.